# 游戏设计
游戏设计或遊戲策劃是设计游戏内容和规则的一個过程，这个术语同时也可以表示游戏实际设计中的具体实现和描述设计细节的文档。

## 关键性概念
游戏设计涉及到好几个范畴 ： 
- 游戏规则及玩法
- 视觉艺术
- 编程
- 产品化
- 声效
- 编剧

以上的元素都是一个游戏设计专案所需要的。

### 游戏设计的类型
遊戲設計師常常专攻于某一种特定的游戏类型，例如桌面游戏、卡片游戏或者视频游戏等。尽管这些游戏类型看上去很不一样，可是它们却共同拥有很多潜在的概念上或者逻辑上的相似性。

### 主要目的
游戏设计方法的作用从本质上来说是用一系列的约束来指导游戏作品的创作。这些约束因被设计的游戏的类型不同而有所不同。约束的种类有很多，例如：
- 技术上的约束
- 产品的约束
- 特定用户群的约束
- 民族方面的约束
- 政治上的约束

### 与其他设计学科的交互
一些类型的游戏设计综合了其他多种设计科目。用视频游戏举例来说，需要借助以下学科的知识：
- 游戏机制
- 视觉艺术

## 外部連結
- Tom Sloper's game biz advice （页面存档备份，存于）
- ACM Queue article "Game Development: Harder Than You Think" （页面存档备份，存于） by Jonathan Blow
- The Art of Computer Game Design by Chris Crawford
- On Game Design and Other Things （页面存档备份，存于）
- A Games Journal article on game presentation （页面存档备份，存于）
- My Game Ideas